# Noyal-Pontivy
Noyal-Pontivy (tiếng Breton: Noal-Pondi) là một xã ở tỉnh Morbihan trong vùng Bretagne tây bắc Pháp. Xã này có diện tích 53,45 km², dân số năm 1999 là 3285 người. Khu vực này có độ cao từ 54-162 mét trên mực nước biển.
Cư dân của Noyal-Pontivy danh xưng trong tiếng Pháp là Noyalais.

## Tiếng Bretagne
Xã này đã phát động một kế hoạch song ngữ thông qua Ya d’ar brezhoneg ngày September the 19th of 2005.